# Lista miniștrilor români de justiție
Aceasta este o listă a miniștrilor de justiție ai României împreună cu datele de preluare a mandatului.

## Principatele Române Unite (1859-1862)
- Costache Epureanu	- 17 ianuarie 1859 (Iași),	27 aprilie 1859 (Iași, președinte al Consiliului de Miniștri, ministru de Justiție și ad-interim la Finanțe)
- Ion Al. Filipescu	- 25 ianuarie 1859 (București, președinte al Consiliului de Miniștri și ministru de Justiție)
- Constantin Hurmuzachi - 8 martie 1859 (Iași),	17 ianuarie 1861 (Iași)
- Ioan C. Cantacuzino - 27 martie 1859 (București),	6 septembrie 1859 (București, și ad-interim la Culte),	5 octombrie 1861 (Iași, ministru de interne și ad-interim la Justiție),	19 iulie 1861 (București)
- Gheorghe Crețeanu	- 6 octombrie 1859 (București, titularul Ioan C. Cantacuzino demisionând),	11 octombrie 1859 (București, ad-interim)
- Dimitrie Sc. Miclescu - 10 noiembrie 1859 (Iași)
- Gheorghe Apostoleanu - 30 martie 1860 (Iași, ad-interim, Dimitrie Sc. Miclescu demisionând)
- Damaschin Bojincă	- 30 aprilie 1860 (Iași)
- Vasile Boerescu	- 28 mai 1860 (București) (de la 13 iulie 1860 și ad-interim la Culte),	17 noiembrie 1868
- Nicolae Bițcoveanu	- 11 aprilie 1861 (București, ad-interim în urma demisionării lui Vasile Boerescu)
- Constantin Hurmuzachi,	17 ianuarie 1861 (Iași)
- Constantin Rolla - 23 mai 1861 (Iași) (în locul lui Constantin Hurmuzachi, demisionat)
- Constantin N. Brăiloiu - 30 aprilie 1861 (București),	22 ianuarie 1862
- Grigore Arghiropol	- 12 mai 1861 (București)
- Dimitrie Ghica	- 30 iulie 1861 (ad-interim cât a lipsit I. C. Cantacuzino),	21 ianuarie 1870 (ad-interim în locul lui Vasile Boerescu, demisionat)

## România (1862-1881)
- Apostol Arsache	- 21 octombrie 1861 (ad-interim ca urmare a demisiei lui I. C. Cantacuzino)
- Dimitrie Cornea	- 7 iunie 1862
- Nicolae Crețulescu	- 30 decembrie 1862,	3 iulie 1862, 8 august 1863, (ad-interim 28 zile și în august dupa demisia lui Barbu Bellu),	19 iunie 1864,	11 martie 1871
- Barbu Bellu	- 14 iunie 1863
- Dimitrie Vioreanu	- 15 august 1863,	2 februarie 1870,	5 aprilie 1876
- A. Papiu Ilarian	- 11 octombrie 1863
- P. Orbescu	- 1 martie 1864 (ad-interim),	6 mai 1864
- Grigore Bengescu	- 21 ianuarie 1865
- George Vernescu	- 26 ianuarie 1865
- Dimitrie Cariagdi	- 14 iunie 1865,	18 decembrie 1870
- Ion C. Cantacuzino	- 11 februarie 1866
- Constantin Crețulescu	- 1 martie 1867
- Ștefan Golescu	- 5 august 1867 (ad-interim)
- Anton I. Arion	- 17 august 1867,	13 noiembrie 1867
- Constantin Eraclide	- 3 noiembrie 1868
- George Gr. Cantacuzino	- 24 ianuarie 1870
- Alexandru Lahovari	- 20 aprilie 1870,	4 octombrie 1873
- Gheorghe Costaforu	- 8 iunie 1871
- Manolache Costache Epureanu	- 28 octombrie 1872
- Christian Tell	- 31 martie 1873 (ad-interim)
- Mihail Pherekyde	- 27 aprilie 1876,	9 aprilie 1871
- Eugeniu Stătescu	- 24 iulie 1876,	16 noiembrie 1881 (ad-interim),	1 august 1882,	16 decembrie 1885,	4 octombrie 1895,	8 iulie 1902
- Ion I. Câmpineanu	- 27 ianuarie 1877
- Anastase Stolojan	- 11 iulie 1879,	5 ianuarie 1898

## Regatul României (1881-1947)
- Dimitrie Gianni	- 9 iulie 1880,	1 martie 1888
- Gheorghe Chițu	- 25 ianuarie 1882,	1 octombrie 1883 (ad-interim)
- Nicolae Voinov	- 15 noiembrie 1883
- Constantin Nacu	- 2 februarie 1885
- Alexandru Marghiloman	- 23 martie 1888
- George D. Vernescu	- 12 noiembrie 1888,	21 februarie 1891 (ad-interim)
- Nicolae Gherassi	- 29 martie 1889
- Theodor Rosetti	- 5 noiembrie 1889
- Grigore Triandafil	- 16 noiembrie 1890
- Nicolae Blaremberg	- 3 noiembrie 1891
- D. C. Sturdza-Scheianu	- 27 noiembrie 1891
- Ștefan Șendrea	- 22 noiembrie 1896
- Alexandru G. Djuvara	- 31 martie 1897
- George D. Pallade	- 12 ianuarie 1898
- Constantin I. Stoicescu	- 1 octombrie 1898,	14 februarie 1901
- Constantin G. Dissescu	- 11 aprilie 1899
- Titu Maiorescu	- 7 iulie 1900
- Alexandru Gianni	- 19 octombrie 1903
- Alexandru A. Bădărău - 22 decembrie 1904
- Dimitrie A. Grecianu - 5 iunie 1906
- Toma Stelian	- 12 martie 1907
- Mihail G. Cantacuzino	- 29 decembrie 1910,	11 decembrie 1916
- Victor Antonescu	- 4 ianuarie 1914,	14 noiembrie 1933,	5 ianuarie 1934,	2 octombrie 1934
- Constantin Argetoianu	- 29 ianuarie 1918,	13 martie 1920 (ad-interim)
- Dimitrie Dobrescu	- 16 martie 1918
- Ion Mitilineu	- 4 iunie 1918
- Artur Văitoianu	- 24 octombrie 1918 (ad-interim, General de Corp de Armată)
- Dumitru Buzdugan	- 28 octombrie 1918
- Em. Miclescu	- 27 septembrie 1919
- Ion Pelivan	- 5 decembrie 1919 (nu a funcționat, fiind delegat în Comisia de pace de la Paris; interimatul a fost ținut de St. C. Pop ministru de stat)
- Matei B. Cantacuzino	- 31 martie 1920
- Dimitrie A. Grecianu	- 27 august 1920 (ad-interim),	16 noiembrie 1920
- Take Ionescu	- 9 decembrie 1920 (ad-interim)
- Mihail Antonescu	- 1 ianuarie 1921
- Stelian Popescu	- 17 decembrie 1921,	4 iunie 1927
- J. Th. Florescu	- 19 ianuarie 1922
- George G. Mârzescu	- 29 octombrie 1923
- Teodor Cudalbu	- 30 martie 1926
- Grigore Iunian	- 10 noiembrie 1928,	13 iunie 1930,	10 octombrie 1930
- Voicu Nițescu	- 7 martie 1930,	7 iunie 1930,	6 decembrie 1930
- Gheorghe Mironescu	- 7 iunie 1930 (ad-interim)
- Constantin Hamangiu- 18 aprilie 1931
- Victor Vâlcovici	- 7 ianuarie 1932
- Valeriu Pop	- 9 ianuarie 1932,	1 februarie 1935
- Virgil Potârcă	- 6 iunie 1932
- Mihai Popovici	- 11 august 1932,	20 octombrie 1932,	14 ianuarie 1933,	22 septembrie 1933
- Emil Hațieganu	- 22 iulie 1933 (ad-interim)
- Mircea Djuvara	- 29 august 1936
- Vasile P. Sassu	- 23 februarie 1937
- Vasile Rădulescu Mehedinți	- 29 decembrie 1937
- Mircea Cancicov	- 11 februarie 1938 (ad-interim)
- Victor Iamandi	- 30 martie 1938
- Istrate Micescu	- 24 noiembrie 1939
- Aurelian Bentoiu	- 11 mai 1940
- Ion V. Gruia	- 4 iulie 1940
- Mihai A. Antonescu	- 14 septembrie 1940
- Gheorghe Popescu-Docan	- 27 ianuarie 1941
- Constantin I. Stoicescu	- 15 februarie 1941
- Ion C. Marinescu	- 14 august 1942
- Lucrețiu Pătrășcanu	- 23 august 1944 (ad-interim),	 4 noiembrie 1944
- Gen. Ion Balțeanu	- 1 septembrie 1944 (ad-interim)
- Aureliu Căpățână	- 7 septembrie 1944 (în locul lui Lucrețiu Pătrășcanu, demisionat)
- Dimitrie D. Negel	- 4 octombrie 1944 (ad-interim, Aureliu Căpățână demisionând)

## România comunistă (1948-1989)
- Avram Bunaciu	- 15 aprilie 1948,	31 decembrie 1957
- Stelian Nițulescu	- 24 septembrie 1949
- Anton Tatu Jianu	- 28 ianuarie 1953
- Gheorghe Diaconescu	- 31 mai 1954,	23 ianuarie 1958
- Ion Constantin Manoliu	- 21 martie 1961
- Adrian Dimitriu	- 18 martie 1965
- Teodor Vasiliu	- 28 noiembrie 1970
- Emil Nicolcioiu	- 18 martie 1975
- Constantin Stătescu	- 26 ianuarie 1977
- Justin Grigoraș	- 24 octombrie 1979
- Ioan Ceterechi	- 29 martie 1980
- Gheorghe Chivulescu	- 23 ianuarie 1982
- Maria Bobu	- 3 octombrie 1987

## România postcomunistă (1989 - prezent)
- Teofil Pop: 3 ianuarie 1990
- Victor Babiuc - 28 iunie 1990
- Mircea Ionescu Quintus - 16 octombrie 1991
- Petre Ninosu	- 19 noiembrie 1992
- Iosif Gavril Chiuzbaian - 6 martie 1994
- Ion Predescu	- 3 septembrie 1996
- Valeriu Stoica	- 12 decembrie 1996
- Rodica Stănoiu	- 28 decembrie 2000
- Cristian Diaconescu- 10 martie 2004
- Monica Macovei	- 29 decembrie 2004
- Tudor Chiuariu	- 5 aprilie 2007
- Teodor Meleșcanu	- 15 ianuarie 2008 (interimar)
- Cătălin Predoiu - 29 februarie 2008 - 3 octombrie 2009
- Cătălin Predoiu - 3 octombrie 2009 - 23 decembrie 2009 (interimar)
- Cătălin Predoiu - 23 decembrie 2009 - 7 mai 2012
- Titus Corlățean - 7 mai 2012 - 6 august 2012
- Victor Ponta - 6 august 2012 - 23 august 2012 (interimar)
- Mona Pivniceru - 23 august 2012 - 21 decembrie 2012
- Mona Pivniceru - 21 decembrie 2012 - 27 martie 2013
- Victor Ponta - 27 martie 2013 - 15 aprilie 2013 (interimar)
- Robert Marius Cazanciuc - 15 aprilie 2013 - 17 noiembrie 2015
- Raluca Alexandra Prună - 17 noiembrie 2015 - 4 ianuarie 2017
- Florin Iordache - 4 ianuarie 2017 - 9 februarie 2017
- Ana Birchall - 9 februarie 2017 - 23 februarie 2017 (interimar)
- Tudorel Toader - 23 februarie 2017 - 24 aprilie 2019
- Ana Birchall - 24 aprilie 2019 - 10 iunie 2019 (interimar)
- Ana Birchall - 10 iunie 2019 - 4 noiembrie 2019
- Cătălin Predoiu - 4 noiembrie 2019 - 23 decembrie 2020
- Stelian Ion - 23 decembrie 2020 - 1 septembrie 2021
- Lucian Bode - 1 septembrie 2021- 25 noiembrie 2021 (interimar)
- Cătălin Predoiu - 25 noiembrie 2021 - 15 iunie 2023
- Alina Gorghiu - 15 iunie 2023 - 23 decembrie 2024
- Radu Marinescu - 23 decembrie 2024 - prezent